# حمله به روستای میرزاولنگ
حمله به روستای میرزاولنگ بامداد شنبه ۱۴اسد/ مرداد ۱۳۹۶ در ولایت سرپل افغانستان به وقوع پیوست و در پی شکست نیروهای امنیتی در حفظ روستای میرزاولنگ، گروه طالبان پس از ۴۸ ساعت درگیری موفق به تصرف این روستا شد. گفته می‌شود طالبان طی این حمله ۵۲ نفر از ساکنان غیرنظامی این منطقه را به صورت فجیعی کشت. نیروهای دفاعی افغانستان با همکاری نیروهای خیزش مردمی پس از ده روز در ۲۴ اسد ۱۳۹۶ از دست طالبان و داعش آزاد شد. در خصوص این فاجعه کمیسیون مستقل حقوق بشر افغانستان در گزارشی این حمله را مصداقی از جنایت علیه بشریت دانست چونکه این حمله به صورت گسترده و سازمان یافته علیه یک جمعیت غیرنظامی ارتکاب یافته و موجب کشتار افراد ملکی، بیجا شدن تعداد زیادی از خانواده‌ها، به گروگان گرفتن مردم و تخریب و تاراج اموال و ملکیت‌های شخصی افراد گردیده‌است. در گزارش آمده که در شامگاه پنجشنبه ۱۲ اسد ۱۳۹۶ به روستا حمله کرده و پس از دو شبانه روز در تاریخ ۱۴ اسد ۱۳۹۶ بر روستا مسلط شده و راه فرار مردم را بسته و شماری از مردم را تیرباران و سه نفر را سر بریده‌اند و تعدادی دیگر هنگام اسارت کشته شده‌اند. در این رویداد آمار کشته‌ها بین ۵۰ تا ۶۰ تن عنوان شده که ۵ زن و ۳ کودک نیز شامل بوده‌است و مشخصات ۴۳ تن از مردم که غیرنظامی بوده‌است را بدست آورده، همچنین ۸ تن زخمی و ۴۵۱ تن از مردم به روستاهای اطراف متواری شده‌اند و ۱۵۰ خانواده دیگر در اسارت باقی مانده که ۲۳۵ تن دیگر نیز در تاریخ ۱۷ اسد ۱۳۹۶ به مرکز سرپل رسیده‌اند. در این رویداد بسیاری از اموال مردم به یغما برده یا نابود شده‌اند. این رویداد در همکاری طالب و داعش صورت گرفته‌است.

## جزئیات تهاجم
براساس گزارش‌ها، نیروهای طالبان و داعش به رهبری شیرمحمد غضنفر از رهبران طالبان که با داعش بیعت کرده با دست کم ۶۰۰ سرباز از سه طرف به سمت روستای میرزاولنگ حمله کردند و پس از مقاومت دو روزه و با دادن تلفات ۱۰ کشته و ۱۲ زخمی و با کشتن ۲۷ تن از نیروهای امنیتی و دفاعی توانستند این روستا را تصرف کنند. طالبان با تصرف این روستا به تیرباران و سر بریدن مردم این روستا که از قوم هزاره بودند دست زدند و سپس جنازه‌هایشان را درون گورهای دسته جمعی و دره‌ها انداختند.
والی سرپل ظاهر وحدت دلیل سقوط این روستا را نرسیدن نیروهای کمکی دولتی عنوان کرد، وی اذعان کرد که به مدت ۴ روز از طرف دولت مرکزی درخواست کمک کرده اما هیچ کمکی به آن‌ها نشد. این روستا در حالی سقوط کرده‌است که به مدت ۲ سال ولسوالی کوهستانات ولایت سرپل نیز به دست طالبان افتاده‌است.

## کشتار و تلفات مردم روستا
بر اساس گزارش‌ها گروه طالبان بیش از ۵۰ تن از افراد این روستا را تیرباران کرده یا سر بریده‌اند و بیش از ۱۵۰ خانوار را به اسارت گرفته‌اند. اکثر کشته‌شدگان را زنان، کودکان و افراد مسن تشکیل داده که نتوانسته بودند از روستا فرار کنند. بسیاری از مردم روستا به مرکز ولایت سرپل فرار کردند.
داعش، مسئولیت قتل ۵۴ تن در منطقه میرزا اولنگ در ولایت سرپل را بر عهده گرفته‌است.

### آزاد شدن عده‌ای از اسرا
در ۱۶ اسد / مرداد ۲۳۵ تن از افراد اسیر شده با تلاش‌های بزرگان و والی سرپل آزاد و به شهر سرپل رسیدند. در ۱۹ اسد / مرداد منابع محلی سرپل گفتند که همه ساکنان میرزا اولنگ موفق شدند منطقه را ترک کرده و به شهر سرپل برسند.

### ربوده شدن زنان و دختران
در صفحات اجتماعی خبری مبنی به ربودن دختران و زنان توسط طالبان و داعش به نشر رسید که والی سرپل آن را تکذیب کرد و گفت کودکان و زنانی که پس از تصرف روستا توسط طالبان گیر افتاده بودند بعدها با کمک بزرگان قومی آزاد شدند.

### کشف گورهای دست‌جمعی
پس از اینکه نیروهای افغان روستای میزا اولنگ را پس گرفتند، روز سه شنبه ۲۴ مرداد ۱۳۹۶ سه گور دسته جمعی در در دره میرزولنگ کشف شد. گفته می‌شود تاکنون دست‌کم ۴۲ جسد از این گورهای دست‌جمعی بیرون کشیده شده‌است. ۲۳ جسد در یک گور، ۱۱ جسد در گوری دیگر و ۸ جسد در سومین گور، پیدا شده‌است.به گفته منابع محلی گفتند در این گورها، جسد سه کودک سربریده شده نیز کشف شده‌است.

## ادعای همکاری طالبان و داعش
بسیاری از افراد فرار کرده صحبت از حضور پرچم‌های سفید و سیاه داعش و طالبان و همکاری آن‌ها باهم در حمله و کشتار مردم روستا می‌کردند و سخنگوی والی سرپل بیان می‌کند که رهبری این حمله کنندگان را شیرمحمد غضنفر که از رهبران طالبان می‌باشد که با داعش بیعت کرده انجام گرفته‌است. طالبان این ادعا را رد کرده و آن را ادعایی برای بدنام کردن خود بیان می‌کنند.
به گفتهٔ مقامات، ظاهراً بسیاری از این جنگجویان خارجی بودند؛ زیرا آن‌ها به زبان‌های ترکمن، ازبک و پنجابی پاکستان صحبت می‌کردند.

## واکنش‌ها به این کشتار

### داخلی
- کمیسیون مستقل حقوق بشر افغانستان کشتار افراد ملکی از جمله کودکان و زنان و افراد مسن را یک عمل وحشیانه، شنیع، غیرانسانی و غیرقانونی دانست که در مغایرت صریح با احکام دین مقدس اسلام، قواعد حقوق بشر دوستانه بین‌المللی و قوانین ملی قرار دارد.[۱۴]
- ارگ در اعلامیه‌ای عنوان کرد که این رویداد را مورد بررسی قرارداده و عاملین آن را در هرجای افغانستان در پنجه قانون قرار می‌دهد.[۱۵]
- محمداشرف غنی، رئیس‌جمهوری افغانستان روز سه‌شنبه (۱۷ اسد/مرداد) در مراسمی با حضور مقام‌های ارشد امنیتی گفت که انتقام فاجعه قتل‌عام میرزاولنگ را خواهد گرفت.[۱]
- عبدالله عبدالله در پیوند به حادثهٔ روستای میرزاولنگ ولسوالی صیاد ابراز تسلیت کرد و گفت با ابراز تأثر فراوان اطلاع یافتیم که بار دیگر تروریست‌های خون‌خوار و جنایتگر شماری از هم‌وطنان بی‌گناه ما را در روستای میرزاولنگِ ولسوالی صیاد ولایت سرپل به‌طور فجیعانه و مظلومانه به شهادت رسانیدند.[۱۶]
- محمد محقق در اعلامیه ای به شدت از حکومت در پیوند به حادثه میرزاولنگ انتقاد کرد و افزود: شب ۱۳ اسد / مرداد با وزیر دفاع در تماس شدم تا بدانم چی اقداماتی صورت گرفته‌است؛ متوجه شدم که ایشان از منطقه و اهمیت سوق‌الجیشی آن برای ولایت سرپل شناخت ندارد و اقدامی هم انجام نداده بود. من با اصرار تأکید کردم که باید به آن منطقه کمک هوایی صورت گیرد تا منطقه حفظ شود. با بی میلی وعده داد، ولی فردای آن روز (۱۳ اسد) با اینکه کوردینات‌های منطقه هم داده شده بود هیج کاری انجام نشد تا اینکه مردم شکست خوردند و این فاجعه تکان دهنده صورت گرفت.[۱۷]
- گروه هماهنگی عدالت انتقالی در نشست خبری در کابل کشتار غیرنظامیان در روستای میرزاولنگ ولسوالی صیادِ سرپل را «جنایت جنگی و نسل‌کشی یک اقلیت قومی» می‌خوانند.[۱۸]
- کاربران شبکه اجتماعی توییتر در اعتراض به این جنایت و کشتار توفان توییتری برپا کردند و خواستار توجه جامعه جهانی و تحت فشار قرار دادن دولت برای نجات جان مردم روستا شدند.[۱۹]
- محمد فرید حمیدی دادستان کل افغانستان، تیرباران غیرنظامیان را جنایت بشری اذعان کرد.[۲۰]

### خارجی
- تدامیچی یاماموتو نماینده خاص سرمنشی ملل متحد برای افغانستان و رئیس یوناما از کشته شدن افراد ملکی و خشونتی که صورت گرفته‌است ابراز نگرانی کرد و خواستار پیگری این جنایت شد.[۲۱]
- در بیانیه منتشر شده ناتو به تاریخ ۷ اوت ۲۰۱۷ به نقل از کورنلیوس زیمرمن، نماینده غیرنظامی ناتو در افغانستان آمده‌است: «من خیلی نگران گزارش‌ها مبنی بر کشتار ده‌ها مرد، زن و کودکان و گروگان گرفتن خانواده‌ها در سرپل هستم.» او تأکید کرد که ناتو با قوت در کنار مردم و دولت افغانستان برای تأمین صلح و ثبات ایستاده‌است.[۲۲]

## آزاد سازی روستا
در عملیات آزادسازی روستا پس از پنج روز جنگ این روستا در ۲۳ اسد ۱۳۹۶ در همکاری نیروهای خیزش مردمی و قول اردوی شاهین از دست طالبان و داعش آزاد شد.
یک مقام مسئول در ارتش افغانستان در رابطه با کنترل میرزا اولنگ پس از بازپس‌گیری آن گفت: «اکنون ارتش با ایجاد پاسگاه‌هایی کوشش خواهد کرد تا از نفوذ و تسلط دوباره طالبان بر این منطقه جلوگیری کند.». سپاه ۲۰۹ شاهین افغانستان نیز از کشته شدن بیش از ۵۰ شبه نظامی در این درگیری خبر داد.
گفته می‌شود طالبان هنوز در بخش‌هایی از دره میرزا اولنگ، حضور دارند.

## مستند زندگی میان پرچم‌های جنگی
محسن اسلام‌زاده در مستند زندگی میان پرچم‌های جنگی به بررسی ابعاد این کشتار پرداخته است. وی تلاش می کند تا با شیرمحمد غضنفر رهبر داعشی ها -که پس از این کشتار وحشیانه مجددا به دامان طالبان بازگشته است- گفتگو کند.